# 쇠렌 닐스 아이히베르크
쇠렌 닐스 아이히베르크(덴마크어: Søren Nils Eichberg, 1973년 7월 23일 독일 슈투트가르트 ~ )는 독일과 덴마크의 작곡가 겸 지휘자다.

## 생애
덴마크 코펜하겐, 독일 쾰른, 베를린을 오가며 피아노, 작곡, 오케스트라 지휘를 전공했다. 2001년 벨기에 브뤼셀에서 열린 퀸 엘리자베스 콩쿠르에서 우승을 차지하면서 데뷔했다.
2010년부터 2015년까지 덴마크 방송 교향악단 최초의 작곡가로 활동했고 유럽의 여러 교향악단과 함께 공연을 가졌다. 그의 작품에는 3개의 교향곡과 협주곡, 3개의 오페라, 독주곡, 실내악곡이 포함되어 있다. 2014년 11월에는 영국 런던의 로열 오페라 하우스의 요청에 따라 공상 과학 오페라 《글레어》(Glare)를 제작했다.